# Parafia Narodzenia Najświętszej Maryi Panny w Skąpem
Parafia Narodzenia Najświętszej Maryi Panny w Skąpem – rzymskokatolicka parafia we wsi Skąpe, należąca do dekanatu Świebodzin – Miłosierdzia Bożego diecezji zielonogórsko-gorzowskiej, metropolii szczecińsko-kamieńskiej w Polsce, erygowana 1 czerwca 1951. Mieści się pod numerem 97.